# Ký ức vui vẻ
Ký ức vui vẻ là chương trình truyền hình được Việt hóa từ chương trình De generatie show của Bỉ do Đài Truyền hình Việt Nam phối hợp với Đông Tây Promotion thực hiện. Đây là chương trình mang tính hoài niệm, gợi nhớ nhiều ký ức đẹp, những dấu ấn thanh xuân của từng thập niên trải dài từ thập niên 1960, 1970, 1980, 1990, 2000 và 2010. Chương trình tổng hợp nhiều loại hình nghệ thuật, gắn kết nghệ sĩ và gắn kết đối với những người không phải nghệ sĩ qua nhiều thế hệ và còn những người không phải là nghệ sĩ, tái hiện những trào lưu văn hóa – nghệ thuật, giới thiệu lại những vật dụng của ký ức và tôn vinh những nghệ sĩ đình đám một thời với không khí đầy cảm xúc và vui vẻ. Chương trình còn giúp người xem ôn cố tri tân, gắn kết yêu thương, mang lại nhiều cảm xúc hoài niệm, nhớ về hoặc hiểu biết thêm những ký ức của các thập niên. Số đầu tiên của chương trình được phát sóng vào ngày 28 tháng 12 năm 2018 trên VTV3.
Trong hai mùa đầu, có 5 đội là các thập niên 60, 70, 80, 90 và 2000. Từ mùa 3, chương trình có thêm thập niên mới là thập niên 2010, còn thập niên 60 được sáp nhập vào thập niên 70 để đảm bảo số đội chơi vẫn được giữ nguyên là 5 đội như 2 mùa đầu.

## Luật chơi
Mỗi chương trình phát sóng thường có ba loại thử thách: thử thách chung, thử thách riêng và thử thách quyết định. Sau các vòng thi, một hoặc nhiều đội có điểm số cao nhất trong mỗi tập sẽ giành chiến thắng trong tập đó. Khách mời (các) đội ấy sẽ được nhận một chiếc cúp kỉ niệm của chương trình.
Dưới đây là luật chơi của từng mùa.

### Mùa 1
- Thử thách chung: các đội cùng nhau trả lời một câu hỏi về một thập niên, mỗi câu hỏi gồm ba đáp án A, B, C. Trả lời đúng được 5 điểm.
- Thử thách riêng: một người chơi của một đội nhất định tham gia trả lời một câu hỏi (thường là về một người nổi tiếng, nhân vật hoặc sự kiện nào đó của thập niên tương ứng) trong một phút. Trả lời đúng sẽ giành được 5 điểm.
- Sau khi tất cả các đội hoàn thành thử thách của mình và thử thách chung, các đội sẽ đến với Thử thách quyết định dưới hình thức karaoke. Có 5 đoạn nhạc ở các thập niên; các đội chơi phải hát tiếp câu hát bị khuyết trong đoạn nhạc. Đội bấm chuông nhanh nhất giành được quyền hát. Hát đúng được 5 điểm, hát sai thì các đội còn lại tiếp tục bấm chuông.
- Ngoài ra còn có trò chơi vận động (chỉ có trong một số tập).

### Mùa 2
Vẫn với cấu trúc 3 vòng thi nhưng luật chơi có sự lược bớt, điều chỉnh so với mùa 1:
- Thử thách chung: Chỉ có 1–2 câu hỏi/thử thách chung trong toàn chương trình về một đồ vật, hiện tượng nhất định dành cho bất kì thập niên nào. Đội trả lời đúng được 10 điểm.
- Thử thách riêng: Có 5 câu hỏi/thử thách riêng tương ứng với 5 đội thập niên. Vòng thi này có 3 dạng câu hỏi/thử thách:
  - Câu hỏi trắc nghiệm: Đội chơi phải lựa chọn 1 trong 3 đáp án A, B, C. Trả lời đúng được 10 điểm. Nếu trả lời sai, 1 trong 4 đội còn lại nhấn chuông giành quyền trả lời, trả lời đúng được 5 điểm.
  - Câu hỏi phán đoán: Tương tự như ở mùa 1, một người chơi sẽ đeo kính che mắt để đoán ra khách mời/nhân vật/sự kiện mà chương trình đưa ra trong vòng 1 phút. Nếu trả lời sai, các đội còn lại không được giành quyền trả lời.
  - Thử thách đối kháng: Đội thập niên sở hữu thử thách thi đấu với đội thập niên khác bấm chuông nhanh nhất. Nếu chiến thắng, đội thập niên sở hữu thử thách được 10 điểm, còn đội thập niên bấm chuông giành quyền đấu được 5 điểm.
- Thử thách quyết định: Luật tương tự như mùa 1.

### Mùa 3
Các thử thách của chương trình tương tự như mùa 2, chỉ khác:
- Ở thử thách chung sẽ xuất hiện "chuyến xe ký ức" đưa sứ giả Lại Văn Sâm cùng những đội trưởng và các khách mời trong chương trình gặp gỡ những con người, những nét văn hoá, xem những bảo vật ở những vùng miền họ đi qua.[9][10] Ngoài ra, loại thử thách này còn có thêm các trò chơi vận động dành cho các thập niên.
- Thử thách riêng sẽ có thêm kiểu thử thách mới: Chương trình sẽ đưa ra các gợi ý cho những người chơi. Sau khi mỗi gợi ý được đưa ra, đội thập niên có 15 giây để đưa ra đáp án. Nếu đội đó vẫn chưa tìm ra đáp án chính xác, chương trình sẽ đưa ra gợi ý tiếp theo. Trả lời đúng trong 2 gợi ý đầu tiên sẽ được 10 điểm, trả lời đúng trong 2 gợi ý sau được 5 điểm.
- Ở thử thách quyết định, nếu hai hay nhiều đội thập niên bằng điểm nhau sau 5 bài hát chính, các đội đó sẽ phải đoán thêm một bài hát phụ. Đội trả lời đúng bài hát này sẽ giành chiến thắng.

Ở tập 12 (tập đặc biệt về Tết) & tập 24 (tập cuối mùa 3-số cuối cùng của sứ giả ký ức Lại Văn Sâm), không có thử thách riêng cho các thập niên, thay vào đó các thập niên sẽ cùng nhau tham gia 5 thử thách chung của chương trình. Riêng tập 24, không có thử thách quyết định, tất cả các đội đều được nhận kỷ niệm chương của chương trình. 

### Mùa 4
Luật chơi tương tự mùa trước, tuy nhiên mùa này mỗi thập niên sẽ được hỗ trợ bởi các trợ lý thập niên (đã được chương trình tuyển chọn từ trước). Các trợ lý thập niên sẽ được tham gia ghi hình trực tiếp, hỗ trợ các đội trưởng và nghệ sĩ thập niên của mình. Ngoài ra, giữa mỗi tập còn có câu hỏi tương tác dành cho khán giả, năm khán giả trả lời đúng và nhanh nhất trong thời gian công chiếu trên YouTube sẽ được nhận một phần quà của chương trình.
Phần đoán nhân vật trong phần thử thách riêng cho các thập niên cũng có sự thay đổi, đội thập niên thực hiện thử thách chỉ có 30 giây để vừa hỏi vừa trả lời. Trả lời đúng được cộng 10 điểm.
Ở tập 13 (tập cuối), có thử thách quyết định nhưng khi cả 5 đội có số điểm bằng nhau thay vì đến với bài hát phụ, tất cả các đội đều được nhận kỷ niệm chương của chương trình.
Mùa 5

## Người dẫn chương trình, các đội trưởng và các khách mời
Nhà báo Lại Văn Sâm được mệnh danh là Sứ giả của những miền kí ức là MC chính dẫn dắt chương trình này trong 3 mùa đầu. Sau đó vào mùa 4 vị trí này đã được đảm nhiệm bởi MC Thảo Vân.
Những người chơi là các nhân vật nổi tiếng, tham gia dưới hình thức ghép cặp. Mỗi chương trình có 5 đội chơi tương ứng với 5 thập niên khác nhau, mỗi đội có 1 đội trưởng và có thể thay đổi luân phiên.
| Mùa | Dẫn chương trình | Các đội trưởng            | Các đội trưởng      | Các đội trưởng     | Các đội trưởng                   | Các đội trưởng                        | Các đội trưởng                                 |
| Mùa | Dẫn chương trình | Thập niên 60              | Thập niên 70        | Thập niên 80       | Thập niên 90                     | Thập niên 2000                        | Thập niên 2010                                 |
| --- | ---------------- | ------------------------- | ------------------- | ------------------ | -------------------------------- | ------------------------------------- | ---------------------------------------------- |
| 1   | Lại Văn Sâm      | Thanh Bạch                | Hồng Vân            | Tự Long            | Ốc Thanh Vân                     | Thanh Duy                             | Chưa có trong mùa này                          |
| 2   | Lại Văn Sâm      | Thanh Bạch Chí Trung      | Hồng Vân Minh Nhí   | Tự Long Quyền Linh | Ốc Thanh Vân                     | Thanh Duy                             | Chưa có trong mùa này                          |
| 3   | Lại Văn Sâm      | Sáp nhập với thập niên 70 | Hồng Vân Lý Hùng    | Tự Long            | Tiến Luật Thanh Thức Thành Trung | Thanh Duy Midu Khả Như Nhan Phúc Vinh | S.T Sơn Thạch Mạc Văn Khoa Khánh Vân Hà Thu    |
| 4   | Thảo Vân         | Sáp nhập với thập niên 70 | Chiều Xuân Hồng Vân | Tự Long            | Nhan Phúc Vinh Thúy Diễm         | Chí Thiện Ngô Kiến Huy Khả Như        | S.T Sơn Thạch Hà Thu Phát La Khánh Vân Minh Dự |

|     | Thập niên giành chiến thắng                                         |
|     | Tập phát sóng có nhiều hơn một thập niên giành chiến thắng          |
|     | Không phân định chiến thắng, tất cả các thập niên đều được nhận cúp |
| (n) | Tham gia chương trình lần thứ n (n > 1)                             |
| TBA | Chưa thông báo                                                      |

#### Mùa 1
| Tập | Ngày                 | Thập niên 60                                  | Thập niên 70                             | Thập niên 80                       | Thập niên 90                     | Thập niên 00                      |
| --- | -------------------- | --------------------------------------------- | ---------------------------------------- | ---------------------------------- | -------------------------------- | --------------------------------- |
| 1   | 28 tháng 12 năm 2018 | Diễn viên, Nghệ sĩ Phi Phụng                  | Nghệ sĩ cải lương, NSƯT Kim Tử Long      | Diễn viên Hoàng Trinh              | Ca sĩ Thiên Vương                | Diễn viên Lâm Vỹ Dạ               |
| 2   | 4 tháng 1 năm 2019   | Diễn viên, NSƯT Minh Vượng                    | Nghệ sĩ cải lương, NSƯT Thanh Thanh Hiền | Diễn viên, MC, NSƯT Cát Tường      | Ca sĩ Lê Hiếu                    | Người mẫu, diễn viên Thuận Nguyễn |
| 3   | 11 tháng 1 năm 2019  | Nghệ sĩ Kiều Mai Lý                           | Nghệ sĩ cải lương, Ca sĩ Ngân Quỳnh      | Nghệ sĩ Lê Giang                   | Ca sĩ Đại Nhân                   | Diễn viên Huỳnh Lập               |
| 4   | 18 tháng 1 năm 2019  | Nghệ sĩ cải lương, diễn viên, NGƯT Mạnh Dung  | Ca sĩ Long Nhật                          | Diễn viên Việt Trinh               | Ca sĩ, Diễn viên Chí Thiện       | Diễn viên Thúy Ngân               |
| 5   | 25 tháng 1 năm 2019  | Nghệ sĩ cải lương Thanh Hằng                  | Diễn viên Phước Sang                     | Nghệ sĩ cải lương, NSƯT Ngọc Huyền | Diễn viên Gia Bảo                | Diễn viên Lê Dương Bảo Lâm        |
| 6   | 1 tháng 2 năm 2019   | Nghệ sĩ cải lương, ca sĩ NSƯT Phú Quý         | Nhà thiết kế, NSƯT Đức Hùng              | Diễn viên, danh hài Chiến Thắng    | Ca sĩ Nguyên Vũ                  | Diễn viên Khả Như                 |
| 7   | 22 tháng 2 năm 2019  | Diễn viên, đạo diễn, NSND Việt Anh            | Diễn viên Tấn Beo                        | Diễn viên Lý Hùng                  | MC Thanh Thảo                    | MC Liêu Hà Trinh                  |
| 8   | 1 tháng 3 năm 2019   | Ca sĩ Ánh Tuyết                               | Diễn viên, NSND Minh Hòa                 | Ca sĩ Vũ Hà                        | Diễn viên Anh Thư                | Ca sĩ Hoàng Yến Chibi             |
| 9   | 8 tháng 3 năm 2019   | Nghệ sĩ cải lương, diễn viên, NSƯT Kim Phương | NSƯT Đức Hải                             | (Cố) Nghệ sĩ, Danh hài Anh Vũ      | Chuyên viên trang điểm Nam Trung | Á hậu Thùy Dung                   |
| 10  | 15 tháng 3 năm 2019  | Diễn viên, NSƯT Kim Xuân                      | Diễn viên, NSND Lan Hương                | Ca sĩ Trang Nhung                  | Ca sĩ, diễn viên Hùng Thuận      | Ca sĩ Võ Hạ Trâm                  |
| 11  | 22 tháng 3 năm 2019  | Nghệ sĩ cải lương, diễn viên Hồng Nga         | Nghệ sĩ cải lương, NSƯT Thoại Mỹ         | Diễn viên, NSƯT Tuyết Thu          | Ca sĩ Hải Yến                    | Ca sĩ Quốc Thiên                  |
| 12  | 29 tháng 3 năm 2019  | Nghệ sĩ cải lương, diễn viên, NSND Ngọc Giàu  | Diễn viên, NSƯT Chiều Xuân               | Ca sĩ, danh ca Ngọc Sơn            | Ca sĩ, diễn viên Trương Thế Vinh | Diễn viên Diễm My 9x              |
| 13  | 5 tháng 4 năm 2019   | Diễn viên Kim Xuyến                           | Diễn viên Công Hậu                       | Diễn viên Thúy Nga                 | Ca sĩ, nhạc sĩ Sỹ Luân           | Ca sĩ, diễn viên Will             |

#### Mùa 2
| Tập | Ngày                 | Thập niên 60                                | Thập niên 70                             | Thập niên 80                                   | Thập niên 90                       | Thập niên 2000                 |
| --- | -------------------- | ------------------------------------------- | ---------------------------------------- | ---------------------------------------------- | ---------------------------------- | ------------------------------ |
| 1   | 1 tháng 9 năm 2019   | (Cố) Danh hài, nghệ sĩ Chí Tài              | Diễn viên Thanh Thủy                     | Diễn viên, đạo diễn, biên kịch, NSƯT Hạnh Thuý | Diễn viên Văn Anh                  | Diễn viên Mạc Văn Khoa         |
| 2   | 8 tháng 9 năm 2019   | (Cố) Nhạc sĩ Y Vũ                           | Diễn viên Hoàng Sơn                      | Diễn viên Mai Thu Huyền                        | Ca sĩ, diễn viên Kha Ly            | YouTuber, nhạc sĩ ViruSs       |
| 3   | 15 tháng 9 năm 2019  | (Cố) Diễn viên, NSƯT Nguyễn Chánh Tín       | Ca sĩ Quang Linh                         | Ca sĩ Cẩm Ly                                   | Diễn viên Dương Cẩm Lynh           | Ca sĩ Văn Mai Hương            |
| 4   | 22 tháng 9 năm 2019  | Nghệ sĩ cải lương Châu Thanh                | Diễn viên, NSƯT Chiều Xuân (2)           | Ca sĩ, danh ca Ngọc Sơn (2)                    | Nhạc sĩ Nguyễn Hồng Thuận          | Diễn viên Puka                 |
| 5   | 29 tháng 9 năm 2019  | Danh ca Giao Linh                           | Diễn viên Lê Huỳnh                       | Diễn viên, nghệ sĩ Vân Dung                    | Ca sĩ Khánh Linh                   | Ca sĩ, MC S.T Sơn Thạch        |
| 6   | 6 tháng 10 năm 2019  | Nghệ sĩ cải lương, NSƯT Thanh Dậu           | Nghệ sĩ cải lương, NSƯT Phượng Loan      | Ca sĩ Quốc Đại                                 | Diễn viên Tú Vi                    | Diễn viên Vân Trang            |
| 7   | 13 tháng 10 năm 2019 | Diễn viên Văn Báu                           | Nghệ sĩ cải lương, diễn viên Bạch Long   | Diễn viên, MC, đạo diễn Đình Toàn              | Diễn viên Thúy Diễm                | Nghệ sĩ cải lương Võ Minh Lâm  |
| 8   | 20 tháng 10 năm 2019 | Diễn viên, đạo diễn, NSND Đào Bá Sơn        | NSƯT Đức Khuê                            | Diễn viên Thân Thúy Hà                         | Diễn viên Hòa Hiệp                 | Ca sĩ Trúc Nhân                |
| 9   | 27 tháng 10 năm 2019 | (Cố) Nghệ sĩ cải lương, nghệ sĩ Ánh Hoa     | Diễn viên, nghệ sĩ Minh Nhí              | Lực sĩ, VĐV Thể hình Phạm Văn Mách             | (Cố) Nghệ sĩ, Diễn viên Mai Phương | Diễn viên Xuân Nghị            |
| 10  | 3 tháng 11 năm 2019  | Nghệ sĩ cải lương, NSƯT Thanh Điền          | Diễn viên, nghệ sĩ Hiền Mai              | Diễn viên, nghệ sĩ Thụy Mười                   | Ca sĩ, diễn viên Don Nguyễn        | Diễn viên Tuấn Trần            |
| 11  | 10 tháng 11 năm 2019 | Danh ca Hương Lan                           | NSND Lê Khanh                            | Diễn viên Kiều Trinh                           | Ca sĩ Ngọc Khuê                    | Diễn viên, ca sĩ Quang Trung   |
| 12  | 17 tháng 11 năm 2019 | Nghệ sĩ cải lương Chí Tâm                   | Nhạc sĩ Lê Quang                         | Hoa khôi Thể Thao Thu Hương                    | Ca sĩ Khánh Phương                 | Á hậu Hà Thu                   |
| 13  | 24 tháng 11 năm 2019 | Nghệ sĩ cải lương, diễn viên, NSƯT Lê Thiện | Ca sĩ Mỹ Huyền                           | Diễn viên, MC Đại Nghĩa                        | Ca sĩ Vy Oanh                      | Diễn viên Duy Khánh            |
| 14  | 1 tháng 12 năm 2019  | Nhạc sĩ Đài Phương Trang                    | Diễn viên, đạo diễn, NSƯT Công Ninh      | Diễn viên Kim Huyền                            | MC Anh Quân                        | Diễn viên, ca sĩ Gin Tuấn Kiệt |
| 15  | 8 tháng 12 năm 2019  | Diễn viên, nghệ sĩ Vũ Thanh                 | Diễn viên, NSƯT Quang Thắng              | MC Anh Tuấn                                    | Ca sĩ Minh Thư                     | Rapper OSAD                    |
| 16  | 15 tháng 12 năm 2019 | (Cố) Nghệ sĩ cải lương, NSƯT Thanh Kim Huệ  | Diễn viên, NSƯT Minh Phương              | Diễn viên, MC Quyền Linh                       | Diễn viên Anh Đức                  | Diễn viên Mai Thanh Hà         |
| 17  | 22 tháng 12 năm 2019 | Ca sĩ Bích Phượng                           | Nghệ sĩ cải lương, NSƯT Phương Hồng Thủy | Ca sĩ Kỳ Phương                                | MC Vũ Mạnh Cường                   | Diễn viên Midu                 |
| 18  | 29 tháng 12 năm 2019 | Diễn viên, đạo diễn, NSND Trọng Trinh       | Diễn viên, NSƯT Hoàng Hải                | Ca sĩ Đoan Trang                               | Ca sĩ Hồ Trung Dũng                | Ca sĩ Mai Tiến Dũng            |
| 19  | 5 tháng 1 năm 2020   | Nhà thơ Lê Minh Quốc                        | Diễn viên Phương Dung                    | Nghệ sĩ cải lương, NSƯT Hữu Quốc               | Ca sĩ Nhật Kim Anh                 | Diễn viên Nguyễn Anh Tú        |
| 20  | 12 tháng 1 năm 2020  | Danh ca Hoạ Mi                              | Nghệ sĩ cải lương, NSƯT Phượng Hằng      | MC Thảo Vân                                    | Diễn viên Quách Ngọc Tuyên         | Ca sĩ, diễn viên Gil Lê        |
| 21  | 19 tháng 1 năm 2020  | Diễn viên, NSƯT Hà Xuyên                    | Diễn viên Huỳnh Anh Tuấn                 | Diễn viên Khánh Huyền                          | Ca sĩ Châu Gia Kiệt                | Diễn viên Tường Vi             |

#### Mùa 3
| Tập | Ngày                 | Thập niên 70                             | Thập niên 80                      | Thập niên 90                    | Thập niên 2000                        | Thập niên 2010                                    |
| --- | -------------------- | ---------------------------------------- | --------------------------------- | ------------------------------- | ------------------------------------- | ------------------------------------------------- |
| 1   | 22 tháng 11 năm 2020 | Ca sĩ, NSND Trung Đức                    | Diễn viên, MC, NSƯT Cát Tường (2) | Ca sĩ, nghệ sĩ Dương Đình Trí   | Diễn viên Midu (2)                    | Ca sĩ Đạt G                                       |
| 2   | 29 tháng 11 năm 2020 | Nghệ sĩ cải lương, NSND Thoại Miêu       | Diễn viên Trung Dũng              | Diễn viên Thanh Thức            | Ca sĩ Dương Hoàng Yến                 | Nam vương Cao Xuân Tài                            |
| 3   | 6 tháng 12 năm 2020  | Ca sĩ Cao Minh                           | Diễn viên Như Phúc                | Ca sĩ Ngọc Linh                 | Diễn viên Vân Trang (2)               | Ca sĩ Vũ Cát Tường                                |
| 4   | 13 tháng 12 năm 2020 | Ca sĩ Ngọc Ánh                           | Diễn viên Tiết Cương              | Diễn viên Ngân Khánh            | Diễn viên Midu (3)                    | Diễn viên Bảo Hân                                 |
| 5   | 20 tháng 12 năm 2020 | Diễn viên Minh Phượng                    | Diễn viên Huy Khánh               | MC Thành Trung                  | Diễn viên Diễm My 9x (2)              | Diễn viên Khả Ngân                                |
| 6   | 27 tháng 12 năm 2020 | Ca sĩ, NSND Thanh Hoa                    | BTV Trần Quang Minh               | Diễn viên Ngọc Lan              | Ca sĩ Chi Dân                         | Ca sĩ, nhạc sĩ Only C                             |
| 7   | 3 tháng 1 năm 2021   | Diễn viên, NSƯT Kim Xuân (2)             | Ca sĩ Hồng Hạnh                   | MC Quốc Bình                    | Diễn viên Đỗ Duy Nam                  | Người mẫu, diễn viên, á hậu Chế Nguyễn Quỳnh Châu |
| 8   | 10 tháng 1 năm 2021  | Nghệ sĩ cải lương, NSƯT Phượng Hằng (2)  | Ca sĩ Lâm Hùng                    | MC Nguyên Khang                 | Diễn viên Liên Bỉnh Phát              | Ca sĩ Lưu Hiền Trinh                              |
| 9   | 17 tháng 1 năm 2021  | Diễn viên Thanh Tùng                     | Diễn viên Đào Vân Anh             | Ca sĩ, nhạc sĩ Hoàng Bách       | Diễn viên Lê Dương Bảo Lâm (2)        | YouTuber, diễn viên Cris Phan                     |
| 10  | 24 tháng 1 năm 2021  | Diễn viên Minh Hoàng                     | MC Quỳnh Hoa                      | Ca sĩ Lương Bích Hữu            | Ca sĩ Hà Thanh Xuân                   | Diễn viên BB Trần                                 |
| 11  | 31 tháng 1 năm 2021  | Đạo diễn Trần Ngọc Phong                 | Ca sĩ, NSƯT Đăng Dương            | Ca sĩ Hồ Việt Trung             | Ca sĩ, nhạc sĩ, nhà văn Hamlet Trương | Diễn viên Mai Thanh Hà (2)                        |
| 12  | 7 tháng 2 năm 2021   | NTK, NSƯT Đức Hùng (2)                   | (Cố) Ca sĩ Phi Nhung              | Diễn viên Nhan Phúc Vinh        | Diễn viên Khả Như (2)                 | Ca sĩ, MC S.T Sơn Thạch (2)                       |
| 13  | 28 tháng 2 năm 2021  | Tập đặc biệt (Ngoại truyện)              | Tập đặc biệt (Ngoại truyện)       | Tập đặc biệt (Ngoại truyện)     | Tập đặc biệt (Ngoại truyện)           | Tập đặc biệt (Ngoại truyện)                       |
| 14  | 7 tháng 3 năm 2021   | Tập đặc biệt (Ngoại truyện)              | Tập đặc biệt (Ngoại truyện)       | Tập đặc biệt (Ngoại truyện)     | Tập đặc biệt (Ngoại truyện)           | Tập đặc biệt (Ngoại truyện)                       |
| 15  | 14 tháng 3 năm 2021  | Tập đặc biệt (Ngoại truyện)              | Tập đặc biệt (Ngoại truyện)       | Tập đặc biệt (Ngoại truyện)     | Tập đặc biệt (Ngoại truyện)           | Tập đặc biệt (Ngoại truyện)                       |
| 16  | 21 tháng 3 năm 2021  | Ca sĩ Ánh Tuyết (2)                      | Đạo diễn Nhật Trung (Trung Lùn)   | Diễn viên, MC Tuấn Tú           | Ca sĩ Thùy Chi                        | Diễn viên Phát La                                 |
| 17  | 28 tháng 3 năm 2021  | Diễn viên Tấn Hoàng                      | Diễn viên Hồng Ánh                | Nhạc sĩ Nguyễn Văn Chung        | Diễn viên Hồ Bích Trâm                | Á hậu Thùy Dung (2)                               |
| 18  | 4 tháng 4 năm 2021   | Đạo diễn, NSƯT Lê Quốc Nam               | NSƯT Ngọc Trinh                   | Ca sĩ Thu Thủy                  | Hoa hậu Mai Phương Thúy               | Ca sĩ, diễn viên, MC Bạch Công Khanh              |
| 19  | 11 tháng 4 năm 2021  | Diễn viên, NSƯT Chí Trung                | Đạo diễn Nguyễn Quang Dũng        | Ca sĩ, Diễn viên Kha Ly (2)     | Ca sĩ Đỗ Tùng Lâm                     | Hoa hậu Trần Tiểu Vy                              |
| 20  | 18 tháng 4 năm 2021  | Diễn viên Lý Hùng (2)                    | Nghệ sĩ cải lương, NSƯT Vũ Luân   | Ca sĩ, Rapper Hà Lê             | Ca sĩ, diễn viên Chí Thiện (2)        | Diễn viên Jun Vũ                                  |
| 21  | 25 tháng 4 năm 2021  | Diễn viên, nghệ sĩ Minh Nhí (2)          | Diễn viên Mỹ Uyên                 | Nhạc sĩ Phúc Trường             | Diễn viên hài Hữu Tín                 | Ca sĩ Liz Kim Cương                               |
| 22  | 2 tháng 5 năm 2021   | Diễn viên, đạo diễn, NSND Đào Bá Sơn (2) | Diễn viên Hà Linh                 | MC Vũ Mạnh Cường (2)            | Diễn viên Diệu Nhi                    | Ca sĩ Trần Mỹ Ngọc                                |
| 23  | 9 tháng 5 năm 2021   | Diễn viên, NSND Lan Hương (2)            | Ca sĩ Thùy Dung                   | Diễn viên, ca sĩ Hùng Thuận (2) | Ca sĩ, diễn viên Will (2)             | Ca sĩ Tố My                                       |
| 24  | 16 tháng 5 năm 2021  | Diễn viên, MC Quyền Linh (2)             | Ca sĩ, NSND Thái Bảo              | Ca sĩ Phạm Thu Hà               | Ca sĩ Giang Hồng Ngọc                 | Ca sĩ, diễn viên, MC Jun Phạm                     |

#### Mùa 4
| Tập | Ngày                 | Thập niên 70                                      | Thập niên 80                                       | Thập niên 90                    | Thập niên 2000                                 | Thập niên 2010                |
| --- | -------------------- | ------------------------------------------------- | -------------------------------------------------- | ------------------------------- | ---------------------------------------------- | ----------------------------- |
| 1   | 6 tháng 8 năm 2022   | Diễn viên, NSƯT Thanh Loan                        | Nhạc sĩ Giáng Son                                  | Diễn viên Nguyệt Ánh            | Ca sĩ Đông Hùng                                | MC, diễn viên Võ Tấn Phát     |
| 2   | 13 tháng 8 năm 2022  | Đạo diễn Xuân Phước                               | Ca sĩ Hồ Lệ Thu                                    | Diễn viên Thúy Diễm (2)         | Diễn viên Gia Bảo (2)                          | Diễn viên Lê Trang            |
| 3   | 20 tháng 8 năm 2022  | Diễn viên, đạo diễn, NSND Trọng Trinh (2)         | Hoa hậu Thu Hoài                                   | Ca sĩ Uyên Trang                | Diễn viên Minh Dự                              | Ca sĩ, MC Lê Đình Minh Ngọc   |
| 4   | 27 tháng 8 năm 2022  | Nhà báo Minh Đức                                  | Ca sĩ Nguyễn Phi Hùng                              | Ca sĩ Pha Lê                    | Ca sĩ Trương Quỳnh Anh                         | Diễn viên Phương Lan          |
| 5   | 3 tháng 9 năm 2022   | Nghệ sĩ cải lương Kim Tử Long (2)                 | Diễn viên Tấn Beo (2)                              | Ca sĩ Nam Cường                 | Diễn viên Nam Thư                              | NTK Nguyễn Minh Công          |
| 6   | 10 tháng 9 năm 2022  | Diễn viên, NSND Minh Hoà (2)                      | Ca sĩ Mỹ Lệ                                        | Ca sĩ, Diễn viên Don Nguyễn (2) | Diễn viên Khả Như (3)                          | Ca sĩ MiA                     |
| 7   | 17 tháng 9 năm 2022  | Nghệ sĩ cải lương, diễn viên, NSƯT Kim Phương (2) | Cựu danh thủ Hồng Sơn                              | Ca sĩ Lâm Vũ                    | Nhạc sĩ Dương Trường Giang                     | Á hậu Thủy Tiên               |
| 8   | 24 tháng 9 năm 2022  | Diễn viên, NSƯT Minh Trang                        | Nhạc sĩ, diễn viên, NSƯTTiến Minh                  | Ca sĩ, biên đạo Y Thanh         | MC Phí Linh                                    | Ca sĩ Khải Đăng               |
| 9   | 1 tháng 10 năm 2022  | Diễn viên Uyên Thảo                               | Nghệ sĩ cải lương, NSƯT Hữu Quốc (2)               | Diễn viên Lan Phương            | Diễn viên Thanh Tân                            | Diễn viên Hải Triều           |
| 10  | 8 tháng 10 năm 2022  | Diễn viên, NSƯT Nguyệt Hằng                       | Diễn viên, đạo diễn, biên kịch, NSƯT Hạnh Thúy (2) | Ca sĩ Ưng Đại Vệ                | Ca sĩ, nhạc sĩ, người mẫu, diễn viên Ái Phương | Ca sĩ Tăng Phúc               |
| 11  | 15 tháng 10 năm 2022 | Nghệ sĩ Thanh Ngọc                                | Ca sĩ Minh Nhiên                                   | Diễn viên Đan Lê                | Diễn viên Quách Ngọc Tuyên (2)                 | Ca sĩ Phạm Hồng Phước         |
| 12  | 22 tháng 10 năm 2022 | Ca sĩ Long Nhật (2)                               | Diễn viên Quốc Thuận                               | Ca sĩ Thanh Ngọc                | Diễn viên Duy Khương                           | MC Khánh Vy                   |
| 13  | 29 tháng 10 năm 2022 | Diễn viên, NSƯT Chiều Xuân (3)                    | Ca sĩ Mỹ Dung                                      | Siêu mẫu Vũ Thu Phương          | Diễn viên Lâm Vỹ Dạ (2)                        | Diễn viên, NSƯT Chí Trung (2) |

Mùa 5

## Phát sóng
| Mùa | Mùa | Số tập | Số tập | Phát sóng gốc        | Phát sóng gốc        |
| Mùa | Mùa | Số tập | Số tập | Phát sóng lần đầu    | Phát sóng lần cuối   |
| --- | --- | ------ | ------ | -------------------- | -------------------- |
|     | 1   | 13     | 13     | 28 tháng 12 năm 2018 | 5 tháng 4 năm 2019   |
|     | 2   | 21     | 21     | 1 tháng 9 năm 2019   | 19 tháng 1 năm 2020  |
|     | 3   | 24     | 24     | 22 tháng 11 năm 2020 | 16 tháng 5 năm 2021  |
|     | 4   | 13     | 13     | 6 tháng 8 năm 2022   | 29 tháng 10 năm 2022 |

### Phát chính
- 21h thứ 6 (mùa 1).
- 20h chủ nhật (mùa 2)[z].
- 21h10 chủ nhật (mùa 3).
- 21h10 thứ 7 (mùa 4).

### Tạm ngừng phát sóng
Trong suốt thời gian phát sóng, chương trình đã có một số lần phải tạm ngừng phát sóng do trùng thời điểm diễn ra các sự kiện đặc biệt và phát sóng trở lại vào tuần tiếp theo. Cụ thể:
- 8 và 15/2/2019, do trùng với lịch phát sóng chương trình Tết Nguyên Đán xuân Kỷ Hợi 2019.
- 14 và 21/2/2021, do trùng với lịch phát sóng chương trình Tết Nguyên Đán xuân Tân Sửu 2021.

## Đón nhận
Ký ức vui vẻ đã và đang chiếm được nhiều cảm tình của khán giả truyền hình thông qua những hoài niệm, ký ức mà chương trình mang lại. Đó chính là những thông điệp thông qua những câu chuyện về thời "vàng son" của các nghệ sĩ có mặt trong chương trình. Thay vì chạy theo việc khai thác đời tư nghệ sĩ như một số chương trình khác, chương trình chọn hướng đi khác lạ hơn khi mang đến sự hoài niệm, gợi nhớ nhiều ký ức đẹp, những dấu ấn thanh xuân qua nhiều thập niên. Đây là một chương trình cân bằng giữa yếu tố giải trí và giá trị nhân văn, giúp người xem ôn lại, hiểu biết thêm về những ký ức của các thập niên, từ đó trân trọng hơn cuộc sống hiện tại.
Sức hút của chương trình lớn tới mức, ngay từ những số đầu lên sóng, chương trình đã thu hút tới 2,3 triệu lượt xem trên YouTube, và suốt những tập sau đó, chương trình luôn có lượt rating cao. Đã có nhiều nghệ sĩ lớn xuất hiện trong chương trình như danh ca Hương Lan, nghệ sĩ Vân Dung, ca sĩ Nguyễn Hưng... và đây cũng là nơi tạo ra những màn tái hợp đầy cảm xúc của dàn diễn viên trong các phim Cảnh sát hình sự, Biệt động Sài Gòn, Đất phương Nam, Đời cát... Bên cạnh đó còn là nhiều ký ức khác luôn chiếm được cảm tình đối với nhiều thế hệ như Làn Sóng Xanh, những thước phim kinh điển của Cánh đồng hoang, hay những hình ảnh chiếc xe lam dãi dầu sương nắng... Giải Mai Vàng 2019 cho Chương trình được yêu thích nhất của năm đã chứng tỏ sức hút lớn của chương trình đối với khán giả.
Tuy nhiên, hầu hết sự thay đổi trong những mùa gần đây đã vướng phải những hiệu ứng không mấy tích cực của một bộ phận người xem. Chẳng hạn, việc thay đổi đội trưởng của các thập niên 90, 2000 và 2010 đã gây ra cảm giác "tụt cảm xúc", "nhạt" cho một số khán giả. Hơn nữa, so với các mùa trước, nội dung và chủ đề đưa vào chương trình trong mùa 3 như đau đẻ, pha nước mắm, ăn trộm hoa quả... chưa thu hút được khán giả. Một bộ phận khán giả cho rằng chương trình đang có dấu hiệu "đuối sức".

## Sự cố và tranh cãi

### Liên quan đến Thanh Duy
Trong hai tập 1 và 9 của mùa 2, Thanh Duy bị cho là làm lố khi trong phần biểu diễn của Bảo Thy - Vương Khang và của nhóm Mây Trắng, anh hát chen ngang giọng của các ca sĩ làm nhiều người phẫn nộ. Sau tập 1, khán giả chỉ trích anh nặng nề đến mức anh đã viết bài đăng lên trang cá nhân của mình để bày tỏ cảm xúc của bản thân. Không chỉ ở hai tập này mà trong một số tập phát sóng khác của chương trình, Thanh Duy cũng bị chỉ trích vì làm lố, biểu cảm quá mức, khiến anh trở thành tâm điểm của những luồng ý kiến trái chiều. Một bộ phận cư dân mạng thể hiện sự không hài lòng với sự góp mặt của anh vì cảm thấy nam ca sĩ đang làm "lố", ồn ào và lấn lướt khách mời, trong khi số khác lại lên tiếng bênh vực anh, cho rằng chỉ cần biết tiết chế cảm xúc của mình thì sự năng động của anh sẽ mang lại nguồn năng lượng tích cực cho mọi người cũng như khiến chương trình hấp dẫn hơn. Chính vì lẽ trên, trong tập 2 của mùa 3, việc diễn viên Midu thay ca sĩ Thanh Duy trong vai trò đội trưởng thập niên 2000 đã khiến cộng đồng mạng xôn xao. Nhiều khán giả suy đoán rằng những tranh cãi về thái độ của nam ca sĩ ở hai mùa trước đã khiến anh bị cắt sóng khỏi chương trình. Ngay sau đó, Thanh Duy đã chính thức lên tiếng về sự việc này: "Việc Thanh Duy và Midu sẽ thay phiên nhau làm đội trưởng của thập niên 2000 đã được thông báo từ trước khi chương trình phát sóng".
Đầu tháng 4 năm 2021, Thanh Duy đã đăng dòng trạng thái trên trang cá nhân của mình rằng: "Kết thúc hành trình với Kí ức vui vẻ. Cảm ơn và tạm biệt", qua đó chính thức chia tay chương trình sau 3 mùa với vai trò đội trưởng thập niên 2000 (Khả Như và Nhan Phúc Vinh luân phiên thay thế anh kể từ tập 18). Được biết sau đó, Thanh Duy phải tham gia 1 cuộc thi khác của VTV (The Heroes - Thần tượng đối thần tượng). Tuy nhiên, sau khi dòng trạng thái này được đăng lên, một số ý kiến nghi ngờ anh chủ động rút lui sau loạt lùm xùm liên quan tới thái độ của anh trong chương trình từng gây tranh cãi trước đó, số khác cho rằng có thể chương trình đã quay xong mùa mới, hoặc sẽ không có thêm mùa 4. Việc Thanh Duy chia tay chương trình đã khiến nhiều khán giả yêu mến anh tiếc nuối.

### Về bài hátTuyết yêu thương
Trong tập phát sóng đầu tiên của mùa 3, ở phần thi của đội thập niên 2010, rapper Young Uno đã trình diễn bài hát Tuyết yêu thương - một bản hit đã từng gắn liền với thế hệ 8x, 9x. Phần giới thiệu ca khúc này đã đề tên người sáng tác là Young Uno, tuy nhiên chính việc này đã dấy lên nhiều tranh cãi vì bản hit này không phải do một mình Young Uno sáng tác. Ngay sau đó, Young Uno đã đăng nội dung đính chính sự việc trên trang cá nhân của mình. Theo đó, nam rapper xác nhận ca khúc Tuyết yêu thương được đồng sáng tác bởi rapper Tỉn Vương (T.I.N), là tác giả cũng như là người sáng tác phần melody, giai điệu của ca khúc này. Tuy nhiên sau đó 1 tuần, rapper T.I.N cho biết Young Uno sẽ ngừng sử dụng ca khúc này.

### Ký ức về phimMẹ con Đậu Đũabị cắt trên YouTube
Tập 11 mùa 3 của chương trình đã đưa tới cho khán giả một ký ức xúc động khi dàn nghệ sĩ phim Mẹ con Đậu Đũa hội ngộ trở lại sau 23 năm vắng bóng. Tuy nhiên, một sự cố kỹ thuật không mong muốn khiến cho trích đoạn MC Lại Văn Sâm và các nghệ sĩ tham gia chương trình gặp gỡ đoàn làm phim không thể đăng tải lên YouTube, khán giả muốn xem lại trích đoạn chỉ có thể theo dõi qua Facebook. Điều này khiến cho nhiều khán giả bày tỏ sự thất vọng và cho rằng ê-kíp sản xuất chương trình không chuyên nghiệp. Đại diện nhà sản xuất chương trình đã viết lời xin lỗi khán giả trên Fanpage chính thức của chương trình.

## Giải thưởng và đề cử
| Năm  | Giải thưởng                 | Hạng mục                                                        | Đề cử        | Kết quả   | Tham khảo       |
| ---- | --------------------------- | --------------------------------------------------------------- | ------------ | --------- | --------------- |
| 2019 | VTV Award - Thách thức 2019 | Giải Chương trình Văn hoá - Khoa học xã hội - Giáo dục Ấn tượng | Ký ức vui vẻ | Đoạt giải | [ 110 ]         |
| 2020 | Giải Mai Vàng 2019          | Chương trình truyền hình                                        | Ký ức vui vẻ | Đoạt giải | [ 91 ]          |
| 2020 | Giải Mai Vàng 2019          | Người dẫn chương trình                                          | Lại Văn Sâm  | Đề cử     | [ 91 ]          |
| 2020 | WeChoice Awards 2019        | TV Show của năm                                                 | Ký ức vui vẻ | Đề cử     | [ 111 ]         |
| 2021 | Giải Mai Vàng 2020          | Chương trình truyền hình                                        | Ký ức vui vẻ | Đề cử     | [ 112 ]         |
| 2021 | WeChoice Awards 2020        | TV Show của năm                                                 | Ký ức vui vẻ | Đề cử     | [ 113 ] [ 114 ] |

## Liên quan
- Quán thanh xuân

## Nhà tài trợ
- Mùa 1 và 3 (tập 1 - 7 và 13 - 24) và Mùa 4: Không có nhà tài trợ
- Mùa 2: Samsung Galaxy, sơn Jotun
- Mùa 3: Bánh LU (tập 8 - 12)